# RCカンヌ

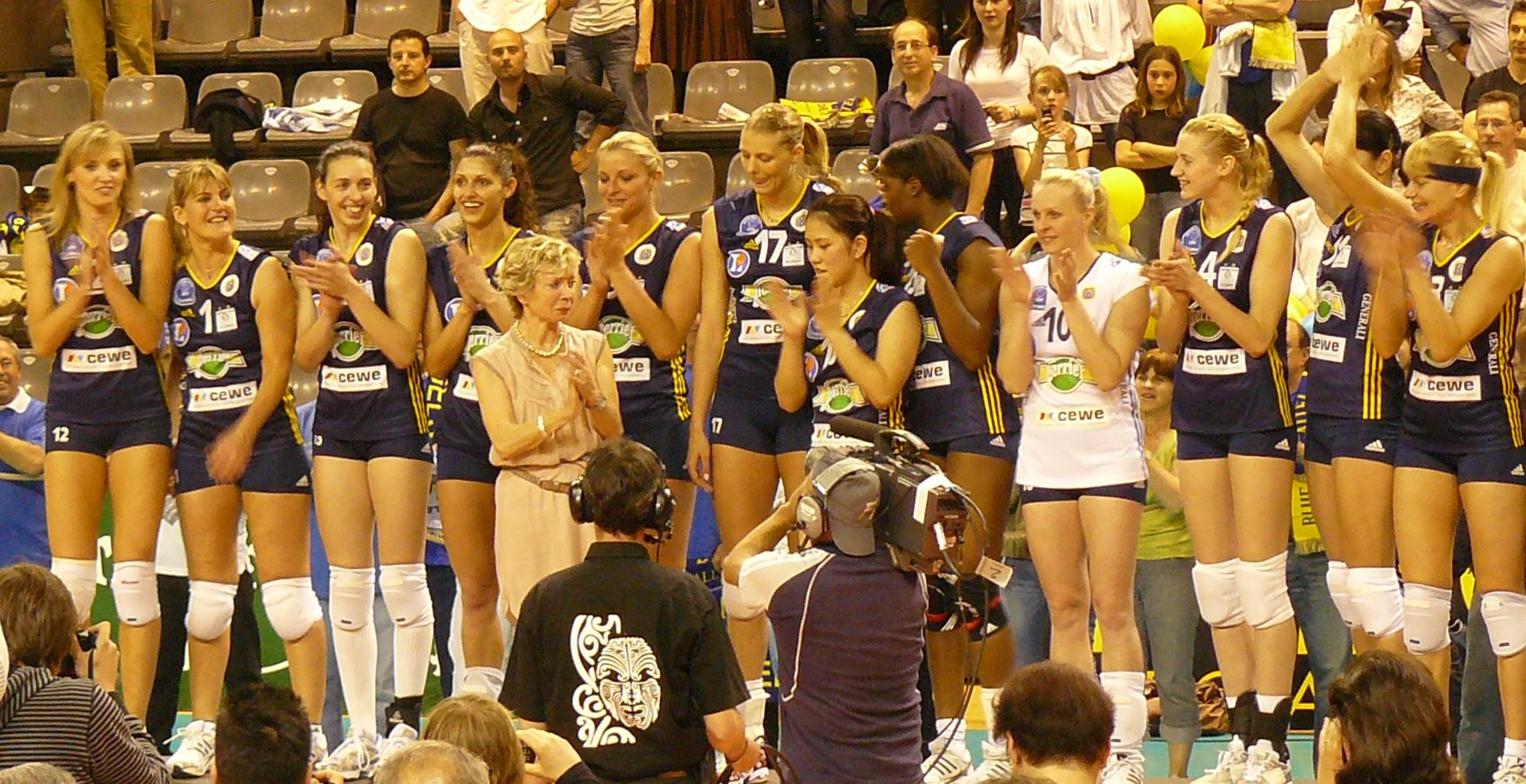
RCカンヌ

RCカンヌ（Racing Club Cannes）は、フランス・カンヌを本拠地とする女子バレーボールクラブ。

## 歴史
1922年創立。欧州チャンピオンズリーグを2度制したことのある名門であり、フランス国内リーグでは1998年以降、連続優勝している強豪クラブである。
日本では2004-2006年シーズンまで佐野優子が所属し、2007-2009年シーズンまで井野亜季子が所属していたことでも知られる。

## 主な成績
フランスリーグ
- 優勝：1995、1996、1998、1999、2000、2001、2002、2003、2004、2005、2006、2007、2008、2009、2010

 フランスカップ
- 優勝：1996、1997、1998、1999、2000、2001、2003、2004、2005、2006、2007、2008、2009、2010

 欧州チャンピオンズリーグ
- 優勝：2002、2003

## 歴代所属選手
| - カリーヌ・サリナス - ヴィクトリア・ラヴァ - イェレナ・ロザンチッチ - デボラ・オルシット - クリスティナ・バウアー - ルシール・ジケル - ヘレナ・カソーテ - リーカ・レトネン - イェレナ・ニコリッチ - アーニャ・スパソイエビッチ - ミレーナ・ラシッチ - アナ・アントニエビッチ - アデラ・ヘリッチ - ブランキツァ・ミハイロビッチ - 張越紅 - 佐野優子 - 井野亜季子 - 江畑幸子 - 座安琴希 | - シモーナ・リニエーリ - ヴァレンティーナ・フィオリン - パオラ・カルドゥッロ - ナディア・チェントーニ - キアラ・アルカンジェリ - ノエミ・シニョリーレ - ストラーシミラ・フィリポヴァ - エヴァ・ヤネヴァ - マリヤ・フィリポバ - ミラ・トドロバ - ゲルガーナ・ディミトロバ - ラドスティナ・マリノバ - マウゴジャータ・グリンカ - マレト・フロットヒュース - タチアナ・ボーカン - ネーカ・オンイェジェクウェ - エヴァ・ザトコビッチ - アグネス・パラグ - アレクサンドラ・ラジック | - アレクサンドラ・フォミナ - マリーナ・マルチェンコ - ナディア・コドラ - フレヤ・アールブレヒト - イルカ・ファンデフェイフェル - コリーナ・シュシュケ - マレーン・アピッツ - ベルナルダ・ブルチッチ - レネ・サイン - ネディナ・オネル - ローガン・トム - ジュリアン・フォーセット - カーリー・ウォパット - アシュリー・エバンス - ジェナ・グレイ - マデリーン・ゲイツ - アナ・チエミ・タカギ - マリア・アレハンドラ・マリン - アマンダ・コネオ |